# لو ژون (وو شرقی)
لو ژون (۱۸۳–۱۹ مارس ۲۴۵)، با نام محترم بویان، که گاهی به عنوان لو یی نیز شناخته می‌شود، ژنرال نظامی چینی و سیاستمدار ایالت وو شرقی در دوره سه پادشاهی چین بود. او کار خود را به عنوان یک مقام رسمی تحت فرماندهی جنگ سالار سون کوان در دهه ۲۰۰ در اواخر سلسله هان شرقی آغاز کرد و به‌طور پیوسته در رتبه‌های بالاتر رفت. در سال ۲۱۹، او به ژنرال سون کوان، لو منگ، در حمله به استان جینگ کمک کرد، که منجر به شکست و مرگ ژنرال لیو بی ،گوان یو شد. در سال ۲۲۲ به عنوان فرمانده میدانی ارتش وو در نبرد شیائوتینگ علیه نیروهای لیو بی خدمت کرد و پیروزی قاطعی را بر حریف به دست آورد. لو ژون پس از این نبرد به اوج حرفه خود رسید، زیرا سون کوان او را بیشتر ارزیابی کرد، او را به مقام‌های بالاتر ارتقا داد و افتخارات بی‌سابقه ای را به او اعطا کرد. در طول بخش‌های میانی و بعدی زندگی حرفه‌ای خود، لو ژون بر امور مدنی و نظامی در وو نظارت داشت، در حالی که هر از گاهی در نبردها علیه دولت رقیب وو، وی، شرکت می‌کرد. در سال‌های پایانی زندگی، لو ژون به جنگ جانشینی بین پسران سان کوان کشیده شد و در نتیجه از نظر سون کوان دور شد. او موفق شد انتصاب خود را به عنوان صدراعظم امپراتوری حفظ کند - سمتی که در سال ۲۴۴ به عهده گرفت - اما یک سال بعد درگذشت. نقش لو ژون در دولت وو به نقش یک نگهبان اخلاق تشبیه شد زیرا او به اصول و شیوه‌های کنفوسیوس اعتقاد راسخ داشت و از آن حمایت می‌کرد. او از یک سو به سون کوان توصیه‌های مستمر و به موقع برای اعمال خیرخواهی و در نظر گرفتن رفاه مردم داشت. از سوی دیگر، او به شدت به ایده سون کوان مبنی بر جایگزینی وارث قانونی خود به نفع پسر کوچکتر اعتراض کرد.